# Gruberwand
Die Gruberwand ist ein 2049 m ü. A. hoher Berg im Toten Gebirge im oberösterreichischen Traunviertel.

## Lage und Aufbau
Der aus Dachsteinkalk aufgebaute Berg ist zwischen Angelmauer im Westen und Schwarzkogel im Osten eingebettet und liegt in der Prielgruppe auf einer Höhe von über 2000 m auf der Grenze der Gemeinden Hinterstoder und Klaus an der Pyhrnbahn. Er ist Teil eines Gebirgskammes, der sich vom Großen Priel ausgehend Richtung Osten erstreckt und im Süden vom Stodertal und im Norden vom Steyrlingtal bzw. Weißenbachtal begrenzt wird.

## Anstieg
Der Aufstieg erfolgt zunächst über den markierten Weg Nr. 269 vom Ortszentrum von Hinterstoder ausgehend über den Prielergraben auf den kleinen Priel in viereinhalb Stunden. Der Weiterweg führt über einen selten begangenen und langwierigen Übergang, die sogenannte Prielüberschreitung, vorbei am Schwarzkogel (2091 m). Vom Gipfel des kleinen Priel kann die Gruberwand in 2 Stunden erreicht werden. Seit Juli 2019 ziert die Gruberwand das mächtigste Gipfelkreuz auf dem gesamten Grat.
Die Überschreitung führt anschließend auf die Angelmauer (2102 m), die Teufelsmauer (2185 m) und die Kirtagmauer (2144 m) zur Arzlochscharte und von dort über den Priel-Nordgrat zum Gipfel des Großen Priel. Diese Überschreitung, eine Kammwanderung mit vielen, aber kurzen Kletterstellen bis zum Schwierigkeitsgrad II (UIAA) wurde das erste Mal 1904 durch O. Gruber und H. Schmid ausgeführt. Auf Grund der Länge der Tour und des nicht zu unterschätzenden Auf- und Abstiegs ist mit einem Biwak zu rechnen.

## Karten
- Alpenvereinskarte Bl. 15/2 (Totes Gebirge – Mitte), 1:25.000; Österreichischer Alpenverein 2008; ISBN 978-3-928777-31-5.
- ÖK 50, Blatt 98 (Liezen), 1:50.000.